# Christopher Evans
Pour les articles homonymes, voir Evans et Christopher Evans.
Œuvres principales
- Aztec Century

Christopher Evans, né le 4 avril 1951 à Tredegar (pays de Galles), est un écrivain britannique d'ouvrages de science-fiction et un auteur de littérature d'enfance et de jeunesse.

## Biographie
Ayant une formation de chimiste, Christopher Evans travaille comme enseignant et publie à partir de la fin des années 1970, parfois en collaboration avec d'autres auteurs, parfois sous divers pseudonymes, des œuvres de science-fiction, souvent destinés à un public jeunesse. Il est également connu pour ses essais.

## Œuvre

### Romans

#### SérieHood's Army
Cette série a été publiée sous le nom de Nathan Elliott.
1. (en) Earth Invaded, 1986
2. (en) Slaveworld, 1986
3. (en) The Liberators, 1986

#### SérieStar Pirates
Cette série a été publiée sous le nom de Nathan Elliott.
1. (en) Kidnap in Space, 1987
2. (en) Plague Moon, 1987
3. (en) Treasure Planet, 1987

#### Autres romans
- (en) Capella's Golden Eyes, 1980Sous le nom de C. D. Evans.
- (en) Plasmid, 1980Sous le nom de Robert Knight.
- (en) The Insider, 1981
- (en) The Twilight Realm, 1985Sous le nom de Christopher Carpenter.
- (en) In Limbo, 1985
- (en) The Summoning, 1985Sous le nom de John Lyon.
- (en) Innerspace, 1987Sous le nom de Nathan Elliott.
- (en) Chimeras, 1992
- (en) Aztec Century, 1993Prix British Science Fiction du meilleur roman 1993
- (en) Mortal Remains or Heirs of the Noosphere, 1995
- (en) Ice Tower, 2000
- (en) Omega, 2008
- (en) Future Perfect, 2014Sous le nom de Chris Evans, Écrit avec Leroy Kettle.

### Anthologies

#### SérieOther Edens
Cette série a été éditée en collaboration avec Robert Holdstock.
- (en) Other Edens, 1987
- (en) Other Edens II, 1988
- (en) Other Edens III, 1989

### Recueil de nouvelles
- (en) Chimeras, 1992

### Nouvelles
- (en) The Dreams of the Computer, 1970Sous le nom de Jackie Wilson.
- (en) Fidelity, 1980Version révisée en 1997
- (en) Guardian Angel, 1982
- (en) Rites of Winter, 1983
- (en) Who's Who in the Universe, 1986
- (en) The Facts of Life, 1987
- (en) Artefacts, 1988
- (en) Lifelines, 1989
- (en) The Bridge, 1989
- (en) The Wailing Woman, 1989
- (en) Silent Lover, 1989
- (en) Sense of Unease, 1989
- (en) The Sins of the Fathers, 1990
- (en) Transmutations, 1991
- (en) Birth-Rites, 1992
- (en) Coda, 1992
- (en) After the Fall, 1993
- (en) Borderlands, 1993
- (en) The Hiss of Life, 1993
- (en) House Call, 1995
- (en) Jamie's Demon, 1995Sous le nom de Nathan Elliott.
- (en) Da Capo, 2001
- (en) Posterity, 2002
- (en) The President's Minah Bird, 2003

### Essais
- (en) Science Fiction as Religion, 1981Sous le nom de Stan Gooch.
- (en) A Day in the Life (Matrix 40), 1982Sous le nom de Chris Evans.
- (en) Chatting With Computers, 1973
- (en) The Science Fiction Writer at Work: Wrestling with Words, 1984
- (en) Dream Makers, 1987
- (en) Writing Science Fiction, 1988
- (en) On the Receiving End, 1995